# Stretavka
Stretavka este o comună slovacă, aflată în districtul Michalovce din regiunea Košice. Localitatea se află la altitudinea de 103 m deasupra n.m., se întinde pe o suprafață de 4,87 km2 și în 2017 număra 170 de locuitori.

## Istoric
Localitatea Stretavka este atestată documentar din 1266.

## Demografie
| An:                | 1994 | 2004    | 2014   | 2024    |
| ------------------ | ---- | ------- | ------ | ------- |
| Număr de persoane: | 205  | 183     | 192    | 157     |
| Diferență:         |      | −10,73% | +4,91% | −18,22% |

| An:                | 2023 | 2024   |
| ------------------ | ---- | ------ |
| Număr de persoane: | 154  | 157    |
| Diferență:         |      | +1,94% |